# Tlazolteotl

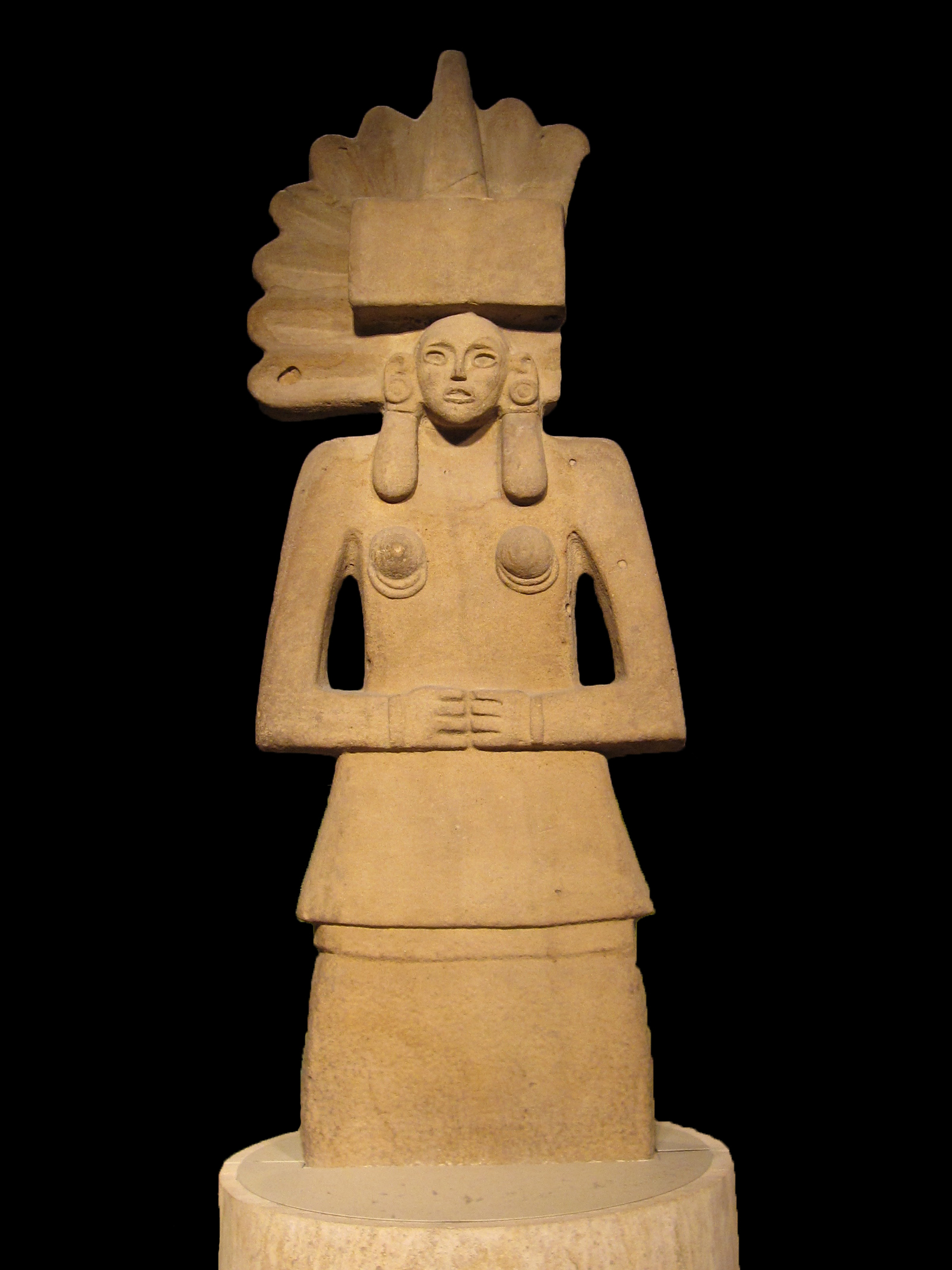
Huastecka figurka Tlazolteotl z Muzeum Brytyjskiego w Londynie

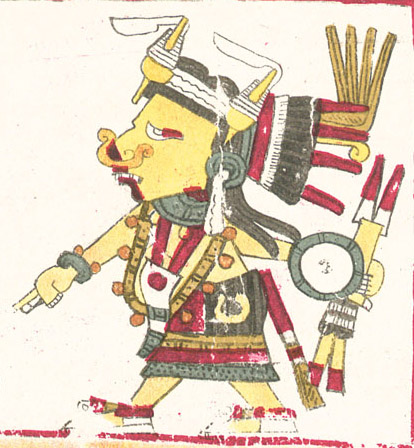
Tlazolteotl – ilustracja z Kodeksu Borgia

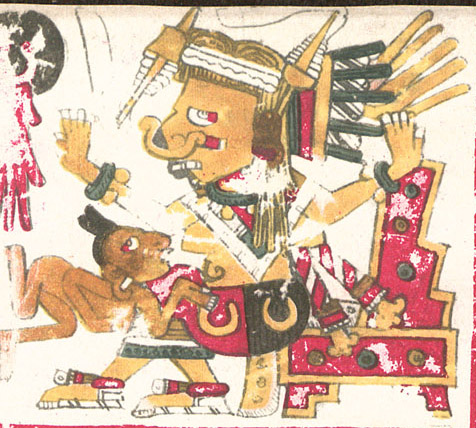
Tlazolteotl – ilustracja z Kodeksu Borgia

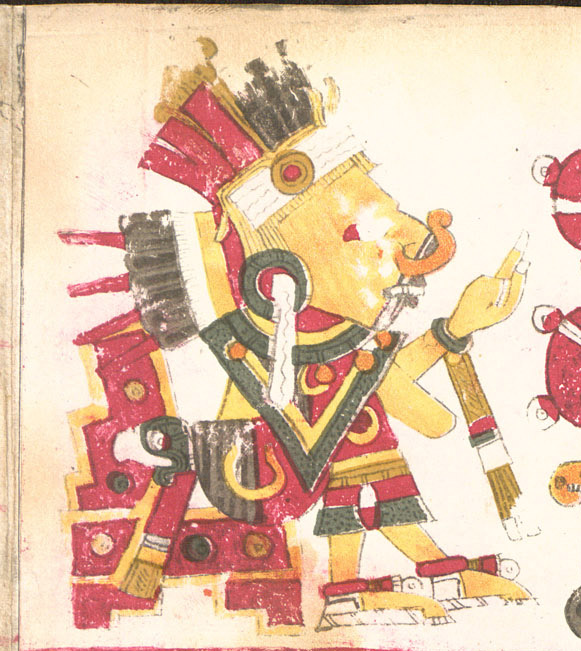
Tlazolteotl – ilustracja z Kodeksu Borgia

Tlazolteotl (nah.: „bogini niepokoju”, [tɬasoɬ'teotɬ]) – bogini miłości, rozkoszy i płodności u Indian Huasteków. W mitologii azteckiej nazywano ją Ixcuina.
Wymienność imion tej bogini z Ixcuina przyprawia nie lada problemów dzisiejszych naukowców. Niewątpliwie jest to jedna i ta sama bogini. Również i w czasach konkwisty problem ten prowadził do wielu nieporozumień odczuwalnych do dziś. Zwłaszcza jej podwójna natura – jak większości bogów Azteków była niezrozumiana.
Hiszpanie, gdy odkryli kult tej bogini stwierdzili, że jej świątynie są ośrodkami prostytucji, do których kierowano dziewczęta i tam uczono najbardziej wyrafinowanych technik seksualnych. Po takim szkoleniu były przekazywane do koszar wojskowych, a gdy dziewczęta traciły swą świeżość, były składane w ofierze swojej bogini. Raz w roku, w miesiącu Izcalli, w dniu poświęconym Tlazolteotl, we wszystkich świątyniach odzierano żywcem ze skóry młodych mężczyzn, a ich skórą owijano nagie posągi bogini. Konkwistadorzy twierdzili, że w pozostałe dni posągi stały nagie, a bogini latała na miotle z nożem ofiarnym, odciętą głową węża i bijącym ludzkim sercem.
Posiadała również inne atrybuty. Była boginią piękną, a jej uroda powodowała, że musiała nosić maskę na twarzy, gdyż każdy, kto ją zobaczył, ginął od jej uroku. Legenda mówi, że dawno temu w miesiącu Izcalli przybyły na ziemie demoniczne reprezentantki bogini Tlazolteotl – Ixcuiname, które złożyły w ofierze swych huasteckich mężów, strzelając do nich z łuku. To wydarzenie dało początek zwyczajowi, który odgrywano odtąd corocznie.
Bogini miała występować w czterech postaciach, zależnie od fazy Księżyca i tak była młodą i beztroską kusicielką, kochanką Quetzalcoatla; boginią hazardu i niepewności; wielką Kapłanką spożywającą i niszczącą grzechy ludzkości (Tlaelquani) i przestraszoną, zawistną starą kobietą, prześladującą i niszczącą młodość. Uważana była za patronkę wierności małżeńskiej i skromności niewieściej.
Tlazolteotl była Panią piątej godziny dnia i siódmej godziny nocy. Głównymi jej symbolami były węże i stonogi.